# Буайе, Пьер Франсуа Жозеф
Пьер Франсуа Ксавье Буайе (фр. Pierre François Xavier Boyer; 1772—1851) — французский военный деятель, дивизионный генерал (1814 год), барон (1812 год), участник революционных и наполеоновских войн. Имя генерала выбито на Триумфальной арке в Париже. Старший брат генерала Жан-Батиста Буайе, погибшего в «Битве народов».

## Биография
Начал военную службу в 1792 году добровольцем 1-го батальона волонтёров департамента Кот-д'Ор. С 1793 по 1795 годы последовательно был адъютантом генерала Шерера, командиром роты 1-го батальона волонтёров департамента Мон-Террибль, и адъютантом генерала Келлерманна. 26 марта 1796 года стал начальником штаба дивизии генерала Лагарпа. Участвовал в Итальянской кампании генерала Бонапарта. 14 апреля командовал колонной в сражении при Дего, 2 июня 1796 года был зачислен в главный штаб Итальянской армии.
20 декабря 1796 года возглавил 4-ю полубригаду линейной пехоты, однако уже 18 января 1797 года был назначен начальником штаба дивизии генерала Ожеро.
С 1798 года по 1801 год сражался в Египте и в Сирии в качестве офицера штаба Восточной армии. Был тяжело ранен в сражении при Александрии 21 марта 1801 года, и через три дня произведён в бригадные генералы. В ходе кампании обнаружил в пустыне Файюм руины древнеегипетской цивилизации.
Вернувшись во Францию, Буайе не долго оставался без дела. Вскоре он был определён в состав штаба Экспедиционного корпуса, отправляющегося на Санто-Доминго. С 15 февраля 1802 года исполнял обязанности коменданта Северного департамента острова. 16 октября 1802 года стал начальником штаба Экспедиционного корпуса. Буайе присутствовал при последних минутах жизни генерала Леклерка, который поручил ему передать Первому консулу свою предсмертную волю. 10 апреля 1803 года был отослан новым главкомом генералом Рошамбо во Францию с докладом Первому консулу, но 28 мая 1803 года был захвачен в море английским фрегатом и оставался в плену в Лондоне до 1806 года, когда был отпущен «под слово».
3 июля 1806 года определён в распоряжение военного министра. Участвовал в Прусской и Польской кампаниях.
29 апреля 1809 года был назначен начальником штаба маршала Келлермана. Принимал участие в Австрийском кампании 1809 года, отличился при Ваграме, в нападении на Нойгартен и при захвате Марбурга.
25 декабря 1809 года был переведён в Армию Испании. В июне 1811 года возглавлял 1-ю бригаду пехотной дивизии генерала Фуа в ходе марша на Бадахос. С февраля по 8 сентября 1812 года командовал 2-й драгунской дивизией в Армии Португалии, во главе которой прославился беспощадным террором по отношению к гверильясам, за что получил прозвище «Жестокий Пьер». Отличился в сражениях 22 июля 1812 года при Арапилах и 21 июня 1813 года при Витории. 16 июля 1813 года назначен заместителем начальника штаба маршала Сульта.
7 октября 1813 года возглавил 9-ю пехотную дивизию. С 8 февраля 1814 года со своей дивизией сражался в составе 7-го корпуса маршала Удино. Участвовал в сражениях при Лаоне и Арси-сюр-Обе, а также в обороне Парижа. 16 февраля 1814 года получил звание дивизионного генерала.
Во время «Ста дней» присоединился к Императору и 5 апреля 1815 года был назначен командующим Национальной гвардии 18-го военного округа. 14 апреля 1815 года – военный комендант департамента Монблан.
После Ватерлоо, был внесён Бурбонами в проскрипционные списки, и преследуемый полицией, бежал в Германию. Возвратился во Францию в 1816 году после падения министерства маршала Кларка, и был определён в резерв Генерального штаба и проживал с женой и детьми в своём поместье. В конце 1824 года вышел в отставку и поступил на службу египетского паши Мехмета-Али.
В 1828 году возвратился на родину. После Июльской революции 1830 года вернулся на службу. В ноябре 1830 года был назначен командиром дивизии в Африканской армии в Алжире. Буайе вновь проявил свой жестокий нрав, когда был назначен губернатором Орана. В 1832 году генерал был снят с должности, и вернулся во Францию. С 1834 по 1836 год был генеральным инспектором жандармерии. В 1839 году был определён в резерв и в 1848 году окончательно удалился в отставку.
Умер 11 июля 1851 года в Ларди близ Этампа в возрасте 78 лет, и был похоронен на кладбище Пер-Лашез.

## Воинские звания
- Младший лейтенант (1793 год);
- Капитан (1793 год);
- Командир батальона (29 ноября 1794 года);
- Полковник штаба (26 марта 1796 года);
- Бригадный генерал (24 марта 1801 года);
- Дивизионный генерал (16 февраля 1814 года).

## Титулы
- Барон Буайе и Империи (фр. baron Boyer et de l'Empire; декрет от 30 июня 1811 года, патент подтверждён 1 мая 1812 года)[1].

## Награды
Легионер ордена Почётного легиона (11 декабря 1803 года)
 Командор ордена Почётного легиона (14 июня 1804 года)
 Великий офицер ордена Почётного легиона (20 апреля 1831 года)
 Кавалер ордена Железной короны
 Кавалер военного ордена Святого Людовика